# La Rinascita della sinistra
La Rinascita della sinistra era il settimanale organo del Partito dei Comunisti Italiani.

## Storia
Il numero zero esce nelle edicole il 21 gennaio 1999, per i 78 anni dalla nascita del Partito Comunista d'Italia, e inizierà due settimane dopo le sue regolari pubblicazioni.
Il nome e la grafica della testata si rifanno allo storico settimanale Rinascita fondato e diretto fino alla morte da Palmiro Togliatti.
Per evitare confusioni, in origine il PdCI voleva chiamare il proprio settimanale la Rinascita, ma il 2 dicembre 1998 era già uscito in edicola un omonimo quotidiano, mentre quello stesso giorno la testata originale veniva ceduta dai Democratici di Sinistra ad Achille Occhetto. Così ai neonati Comunisti Italiani non rimase che aggiungere in piccolo la dicitura "della sinistra".
Dal 21 marzo 2007 ha inaugurato una parallela versione quotidiana on-line; mentre dal numero 14 del 6 aprile 2007 esce completamente a colori.
Dall'estate 2009 al 1º marzo 2010 il giornale è uscito in versione ridotta di sole 4 pagine in bianco e nero a causa di una pesante crisi finanziaria, dovuta anche all'assenza del PdCI dal Parlamento italiano e da quello europeo. Il 4 marzo 2010 ha cessato le pubblicazioni.

## Direzioni
- Adalberto Minucci (dal n. 0/1999 al n. 47/2001)
- Carlo Benedetti (48/2001 - 5/2002)
- Gianfranco Pagliarulo (6/2002 - 5/2006)
- Gianni Montesano (6/2006)
- Manuela Palermi (7/2006 - 24/2007, 39/2008)
- Maurizio Musolino (25/2007 -38/2008)
- Manuela Palermi (39/2008 - ?)